# Audio/Video Remote Control Profile
Audio/Video Remote Control Profileは、Bluetoothプロファイルのひとつ。仕様書などではAVRCPと略される。以下の記事中でもAVRCPと表記する。

## 概要
AVRCPでは、ある2つのデバイス間において、片方をコントローラ（操作内容を送信する側。CT）、もう片方をターゲット (操作内容を受信する側。TG）と定義し、TGをリモートコントロールするための手順や、使用する他のBluetoothプロファイル・Bluetoothプロトコルなどが定義されている。

## ユースケース
具体的なユースケースとして、デジタルオーディオプレーヤーに対して、ワイヤレスのリモートコントローラから再生や停止などの操作を行なう場合などがあげられる。
実際のAVRCPの動作は、デジタルオーディオプレイヤーのリモートコントロールなどの、「操作内容の配信」のみであり、オーディオ・ビデオファイルのストリーミングはこのプロファイルの定義範囲に含まれない。

## 他プロファイルとの関連・依存
A2DPは、GAPに依存している。